# 덤 앤 더머 투
《덤 앤 더머 투》(Dumb and Dumber To)는 바비와 피터 패럴리가 공동 집필하고 감독한 2014년 미국 코미디 영화다. 이 영화는 《덤 앤 더머》 시리즈에서 세 번째 영화로 1994년 영화 《덤 앤 더머》의 속편이다. 이 영화는 첫 번째 영화의 사건 이후 20년 만에 짐 캐리와 제프 대니얼스가 그들의 역할을 재조명하고, 또한 롭 리글, 로리 홀든, 레이첼 멜빈, 캐슬린 터너가 출연한다. 이 영화는 입양된 해리의 딸을 찾기 위해 국토 횡단도로 여행을 떠난 두 명의 얼간이지만 착한 성인들인 로이드 크리스마스와 해리 던의 이야기를 다룬다(각각 캐리와 대니얼스 역).

## 줄거리
전작에서 20년이 지나, 해리와 로이드는 해리의 잃어버린 딸을 찾아 모험을 떠난다.

## 배역
- 짐 캐리 - 로이드 크리스마스
- 제프 대니얼스 - 해리 던
- 로리 홀든 - 에이델 핀칠로
- 캐슬린 터너 - 프레이다 펠처
- 브래디 블룸 - 빌리
- 스티브 톰 - 핀칠로 박사
- 레이철 멜빈 - 페니 핀칠로
- 롭 리글 - 트래비스 / 리펜컷